# Érophile
Érophile (en grec : Ερωφίλη / Erofíli) est une tragédie de 3 025 vers de Georges Chortatzis, composée vers 1600 et parue en 1637. Cette œuvre est considérée comme une des œuvres majeures de la littérature crétoise.

## Résumé
Panarétos, fils d'un roi tué à la guerre, est recueilli, sans que son origine soit connue, par le roi d'Égypte, Philogonos. Ce dernier le fait élever avec sa fille, Érophile. Panarétos faisant preuve des qualités qui lui sont naturelles, Philogonos en fait le général de ses armées. Comme un amour naît entre Panarétos et Érophile, il la convainc de l'épouser secrètement. Le Roi, qui destinait sa fille à l'héritier d'un royaume rival, en vue de conclure une paix, fait mettre à mort Panarétos et envoyer sa tête, son cœur et ses mains à sa fille. Celle-ci met alors fin à ses jours d'un coup de poignard. Philogonos, survenant à ce moment, est alors piétiné à mort par les suivantes d'Érophile.

## Commentaire
La pièce d' Érophile est inspirée de la tragédie Orbecche, d'un auteur ferrarais, Giovanni Battista Giraldi, et publiée en 1547. L'intrigue est identique, de même que la répartition des rôles, et certains passages sont entièrement imités de l'original. Toutefois, la disposition scénique d' Érophile, les caractères des deux héros divergent sensiblement de la pièce italienne. Mais les deux éléments majeurs, absents d'Orbecche, qui appartient au genre de la « tragédie atroce », et qui font d' Érophile une pièce originale, sont l'émotion et le sens de l'amour. La pièce de Hortatzis y gagne en naturel et en pathétique, et l'auteur s'y montre « inspiré par la beauté déchirante d'un amour total ».
Suivant la mode italienne, des intermèdes lyriques sont intercalés entre les actes, destinés à délasser les spectateurs. Ils sont inspirés de l'épisode de Renaud et Armide de la Gerusalemme Liberata du Tasse.